# روبين ليفلي
روبين إلين ليفلي (بالإنجليزية: Robyn Lively)‏ (ولدت في 7 فبراير 1972) ممثلة تلفزيونية أمريكية والقليل من المشاركات السينمائية منها دور «السيدة غالاردي» في فيلم ويجا (2014).

## روابط خارجية
- روبين ليفلي على موقع IMDb (الإنجليزية)
- روبين ليفلي على موقع ألو سيني (الفرنسية)
- روبين ليفلي على موقع أول موفي (الإنجليزية)
- روبين ليفلي على موقع قاعدة بيانات الأفلام السويدية (السويدية)
- روبين ليفلي على موقع إن إن دي بي (الإنجليزية)
- روبين ليفلي على موقع قاعدة بيانات الفيلم (الإنجليزية)
- روبين ليفلي على موقع كينوبويسك (الروسية)
- Film Reference: Robyn Lively
- Hollywood.com: Robyn Lively at Archive.is (نسخة محفوظة 2013-01-25)